# 20e corps d'armée (Ukraine)
Pour les articles homonymes, voir 20e corps d'armée.
Le 20e corps d'armée (ukrainien : 20-й армійський корпус) est une grande unité des forces terrestres ukrainiennes.

## Histoire
Le 20e corps d'armée est une unité militaire formée dans le cadre des réformes de réorganisation des forces ukrainiennes. Ces réformes visent à améliorer les structures de commandement et la préparation opérationnelle dans le contexte des conflits en cours,.
Le QG de l'unité a été formée à partir de celui de la 17e brigade mécanisée lourde, la plus ancienne du corps. Le reste comprend notamment trois brigades ayant déjà manœuvré ensemble durant la contre-offensive de 2023 (les 23e, 31e et 33e) ou encore de la bataille d'Avdiïvka (23e et 31e). Le corps d'armée est responsable des opérations dans le secteur de Velyka Novossilka et de l'oblast de Dnipropetrovsk.

## Structure
En 2025, la structure de l'unité est la suivante :
- 20e corps d'armée
  - QG du corps
  -  17e brigade mécanisée lourde
  -  23e brigade mécanisée
  -  31e brigade mécanisée
  -  33e brigade mécanisée
  -  141e brigade mécanisée